# Stephen Copp
Stephen Emmanuel Copp (* 23. Juni 1976 in Fällfors) ist ein ehemaliger schwedischer Snowboarder.

## Werdegang
Copp fuhr zu Beginn der Saison 1996/97 in Tignes erstmals im Snowboard-Weltcup der FIS und belegte dabei den 49. Platz im Riesenslalom und den 30. Rang im Parallelslalom. Im weiteren Saisonverlauf errang er in Olang mit dem achten Platz im Riesenslalom seine erste Top-Zehn-Platzierung im Weltcup und nahm bei den Snowboard-Weltmeisterschaften 1997 in Innichen an vier Wettbewerben teil. Seine beste Platzierung dabei war der 14. Platz im Slalom. In der Saison 1997/98 kam er sechsmal unter den ersten Zehn und holte im Parallelslalom in Lienz seinen ersten Weltcupsieg. Beim Saisonhöhepunkt, den Olympischen Winterspielen 1998 in Nagano, fuhr er auf  den 18. Platz im Riesenslalom. Die Saison beendete er auf dem 15. Platz im Gesamtweltcup. Außerdem wurde er schwedischer Meister im Riesenslalom. Auch in der Saison 1998/99 errang er den 15. Platz im Gesamtweltcup. Dabei wurde er im Parallelslalom in Zell am See und im Parallel-Riesenslalom in Tandådalen jeweils Dritter. Zudem wurde er Achter im Slalom-Weltcup. Bei den Snowboard-Weltmeisterschaften 1999 in Berchtesgaden belegte er den 60. Platz im Parallelslalom, den 11. Rang im Riesenslalom und den fünften Platz im Parallel-Riesenslalom. Nach Platz 14 im Riesenslalom in Tignes zu Beginn der Saison 1999/2000, errang er 11 Top-Zehn-Platzierungen, darunter zwei zweite Plätze im Parallel-Riesenslalom in Sestriere sowie in Berchtesgaden und holte im Riesenslalom in Gstaad seinen zweiten und damit letzten Weltcupsieg. Er erreichte damit den sechsten Platz im Gesamtweltcup und jeweils den fünften Platz im Parallel-Weltcup sowie im Parallel-Riesenslalom-Weltcup. In der Saison 2000/01 kam er sechsmal unter den ersten Zehn, darunter Platz zwei im Riesenslalom in Gstaad und errang damit den 15. Platz im Gesamtweltcup und den siebten Platz im Riesenslalom-Weltcup. Beim Saisonhöhepunkt, den Snowboard-Weltmeisterschaften 2001 in Madonna di Campiglio, belegte er den 75. Platz im Riesenslalom und den 18. Rang im Parallelslalom. In seiner letzten aktiven Saison 2001/02 kam er in Valle Nevado sowie in Bardonecchia jeweils auf den dritten Platz im Parallel-Riesenslalom und in Ischgl auf den zweiten Rang im Parallel-Riesenslalom. Er erreichte damit den fünften Platz im Parallel-Riesenslalom-Weltcup und den dritten Rang im Riesenslalom-Weltcup. Bei den Olympischen Winterspielen 2002 in Salt Lake City fuhr er auf den 15. Platz im Parallel-Riesenslalom.

## Teilnahmen an Weltmeisterschaften und Olympischen Winterspielen

### Olympische Winterspiele
- 1998 Nagano: 18. Platz Riesenslalom
- 2002 Salt Lake City: 15. Platz Parallel-Riesenslalom

### Snowboard-Weltmeisterschaften
- 1997 Innichen: 14. Platz Slalom, 21. Platz Parallelslalom, 27. Platz Snowboardcross, 36. Platz Riesenslalom
- 1999 Berchtesgaden: 5. Platz Parallel-Riesenslalom, 11. Platz Riesenslalom, 60. Platz Parallelslalom
- 2001 Madonna di Campiglio: 18. Platz Parallelslalom, 75. Platz Riesenslalom

## Weltcupsiege und Weltcup-Gesamtplatzierungen

### Weltcupsiege
| Nr. | Datum           | Ort    | Disziplin      |
| --- | --------------- | ------ | -------------- |
| 1.  | 14. Januar 1998 | Lienz  | Parallelslalom |
| 2.  | 19. Januar 2000 | Gstaad | Riesenslalom   |

### Weltcup-Gesamtplatzierungen
| Saison    | Gesamt | Gesamt | Snowboardcross | Snowboardcross | Parallel | Parallel | Parallel-Riesenslalom | Parallel-Riesenslalom | Parallelslalom | Parallelslalom | Riesenslalom | Riesenslalom | Slalom | Slalom |
| Saison    | Punkte | Platz  | Punkte         | Platz          | Punkte   | Platz    | Punkte                | Platz                 | Punkte         | Platz          | Punkte       | Platz        | Punkte | Platz  |
| --------- | ------ | ------ | -------------- | -------------- | -------- | -------- | --------------------- | --------------------- | -------------- | -------------- | ------------ | ------------ | ------ | ------ |
| 1996/97   | 166    | 67.    | 316            | 42.            | -        | -        | -                     | -                     | -              | -              | -            | -            | -      | -      |
| 1997/98   | 514    | 15.    | -              | -              | -        | -        | -                     | -                     | -              | -              | -            | -            | -      | -      |
| 1998/99   | 611    | 15.    | -              | -              | -        | -        | -                     | -                     | -              | -              | -            | -            | 2410   | 8.     |
| 1999/2000 | 736    | 6.     | 16             | 127.           | 4120     | 5.       | 4120                  | 5.                    | -              | -              | -            | -            | -      | -      |
| 2000/01   | 466    | 15.    | 568            | 31.            | -        | -        | -                     | -                     | 1997           | 19.            | 1250         | 7.           | -      | -      |
| 2001/02   | -      | -      | 3              | 120.           | -        | -        | 4020                  | 5.                    | 420            | 30.            | 600          | 3.           | -      | -      |